# Michal na Ostrove
Michal na Ostrove (maďarsky Szentmihályfa, německy Michelsdorf in der Schütt) je obec na Slovensku v okrese Dunajská Streda. V obci žije přibližně 1 100 obyvatel. První písemná zmínka o obci pochází z roku 1337.
V obci stojí gotický římskokatolický kostel sv. Michala Archanděla z první poloviny 14. století s bohatou kamenosochařskou výzdobou v interiéru a kaple Nejsvětější Trojice z roku 1880.